# يقظة (مسلسل)
يقظة (بالإنجليزية: Vigil)‏ هو مسلسل بريطاني من بطولة سوران جونز، روز ليزلي، شون إيفانز، باترسون جوزيف ومارتن كومبستون. عرض الجزء الأول المتكون من 6 حلقات على قناة بي بي سي الأولى في أغسطس 2021.

## روابط خارجية
- يقظة على موقع IMDb (الإنجليزية)
- يقظة على موقع ميتاكريتيك (الإنجليزية)
- يقظة على موقع روتن توميتوز (الإنجليزية)
- يقظة على موقع كينوبويسك (الروسية)
- يقظة على موقع ألو سيني (الفرنسية)
- يقظة على موقع قاعدة بيانات الفيلم (الإنجليزية)